# Otto Eibl
Otto Eibl (* 23. září 1981 České Budějovice) je český politolog a vysokoškolský pedagog, specialista na politický marketing, krizovou komunikaci a krizový management v politice a volební kampaně.

## Život
Studoval na Fakultě sociálních studií Masarykovy univerzity. V roce 2004 získal bakalářský titul v oboru politologie a mediální a komunikační studia. O dva roky později získal magisterský titul v oboru politologie. V letech 2005 až 2011 působil v Institutu pro srovnávací politologický výzkum. V roce 2009 se stal zaměstnancem Katedry politologie FSS MU, o tři roky později se stal rovněž zaměstnancem Mezinárodního politologického ústavu. V roce 2011 získal titul Ph.D., od stejného roku pracuje na své alma mater jako odborný asistent. Je autorem řady odborných publikací a k roku 2024 byl také odborným asistentem Mezinárodního politologického ústavu.
V roce 2011 se stal členem Akademického senátu Fakulty sociálních studií, od roku 2015 pak působil jako jeho místopředseda a v roce 2017 se stal jeho předsedou. V roce 2009 mu byla udělena cena rektora udělovaná nejlepším studentům doktorského studia. Opakovaně vystupoval v českých médiích, kde se vyjadřoval k řadě různých témat souvisejících s politikou a politologií.